# Zunft (Zürich)

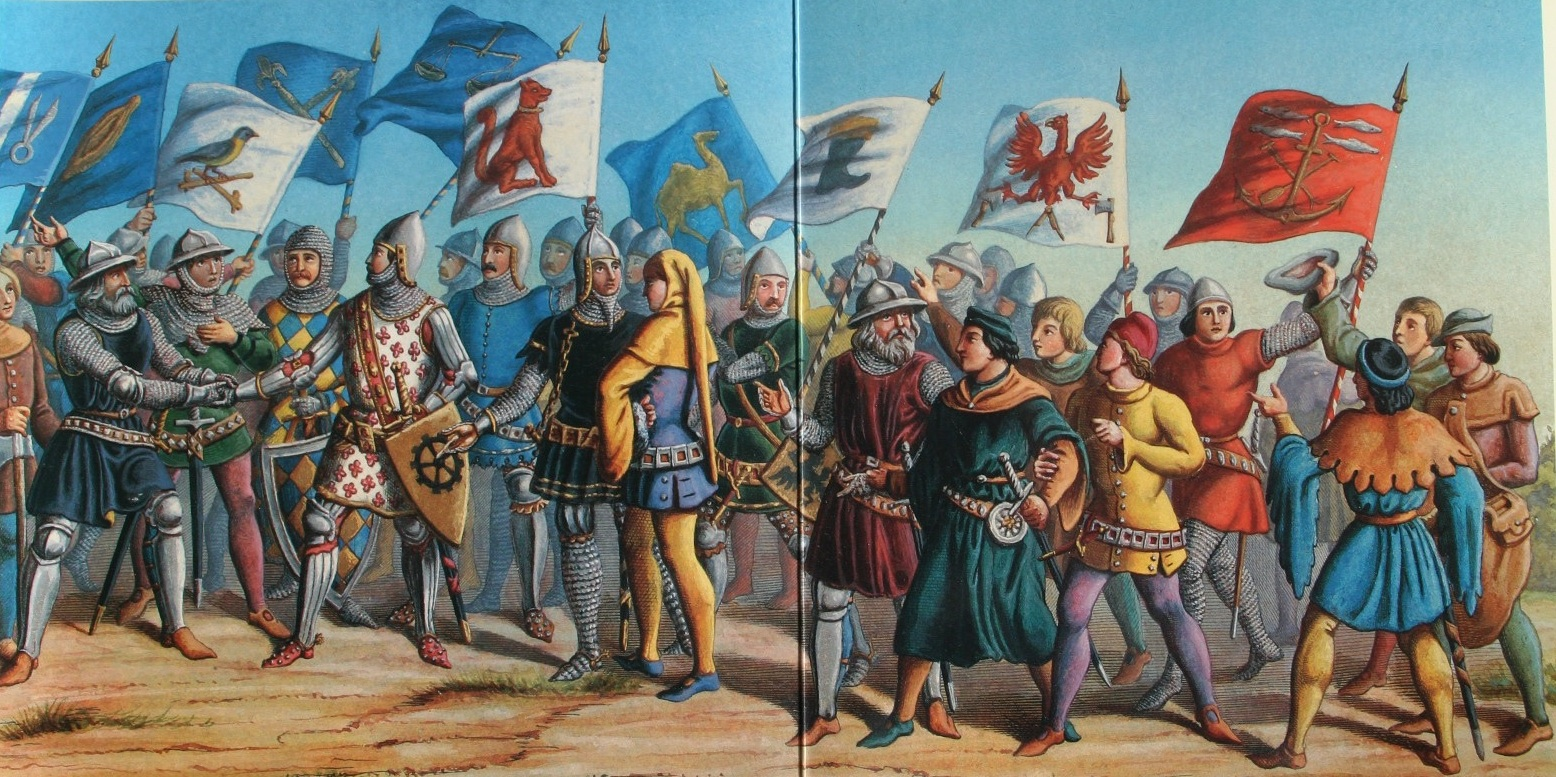
Ausschnitt aus dem Programm des Festumzugs von 1851

Die Zünfte der Stadt Zürich sind eine Ansammlung von mittelalterlichen und modernen Zünften. Die zwölf alten Zünfte waren ursprünglich Handwerksvereinigungen und entstanden im 14. Jahrhundert. Die vierzehn neuen Zünfte entstanden in der zweiten Hälfte des 19. Jahrhunderts. Die Zürcher Zünfte organisieren das alljährliche Sechseläuten.

## Geschichte

### Ursprung
Vom 11. bis 13. Jahrhundert entstanden in ganz Europa zahlreiche Handwerksvereinigungen und Korporationen, die die Interessen ihres Gewerbes vertraten und immer mehr versuchten, sich auch politisch zu betätigen. In Zürich wurden derartige Bestrebungen verhindert. Die Stadt wurde durch einen Rat von Rittern und freien Bürgern regiert, welche grosse wirtschaftliche Macht besassen.  Kleinhändler und Handwerker besassen keinerlei Rechte.

### Brunsche Zunftverfassung
Am 7. Juni 1336 vertrieb Ritter Rudolf Brun zusammen mit Handwerkern und Krämern die Ratsherren aus dem Rathaus. Nach dem Vorbild des «Schwörbriefes» der Stadt Strassburg aus dem Jahre 1334 setzte Brun seine Zunftverfassung in Kraft, in der die bestehenden Gruppierungen in Zünften als feste Organisationen zusammengefasst wurden. Aus ihren Vertretern wurde der Grosse Stadtrat gebildet. Bisher musste jeder wahlberechtigte Stadtbürger, der in der Stadt Besitzer von Grund und Boden war, einer Zunft angehören. Neben den vollberechtigten Zünftern gab es daher in den Zünften auch Männer, die dort nur ihr Wahlrecht ausübten.

### Auflösung
In der Helvetik lösten die Franzosen 1798 unter der Devise «Liberté, Egalité, Fraternité» nach 462 Jahren Vorherrschaft die politischen Zünfte auf. In der am 19. Februar 1803 erlassenen «Verfassung des Cantons Zürich» hiess es jedoch in Art. 2 Satz 2: «Die ehemaligen Zünfte der Stadt Zürich sind wieder hergestellt», doch handelte es sich dabei um reine Wahlkreise.
Es gab im gesamten 65 Zünfte im Kanton: die 13 alten in der Stadt Zürich und in den vier neu geschaffenen Bezirken des Kantons je 13 neue, die Landzünfte genannt wurden. Eine Landzunft umfasste im Schnitt etwa fünf bisherige Gemeinden.
Diese Zünfte wurden überflüssig, als 1866 mit dem neuen Gemeindegesetz für den Kanton Zürich das Wahlrecht auf die gesamte Einwohnerschaft überging. Dadurch verloren die Zünfte ihre letzten politischen Rechte, die alten Strukturen hatten im neu gebildeten Staat keinen Platz mehr. Die Gesellschaft zur Constaffel und die Zünfte hatten ihre Machtstellung verloren und pflegten ihre Tätigkeit fortan als Hüter von Traditionen. Die Zunfthäuser wurden mit wenigen Ausnahmen verkauft.

### Neubeginn

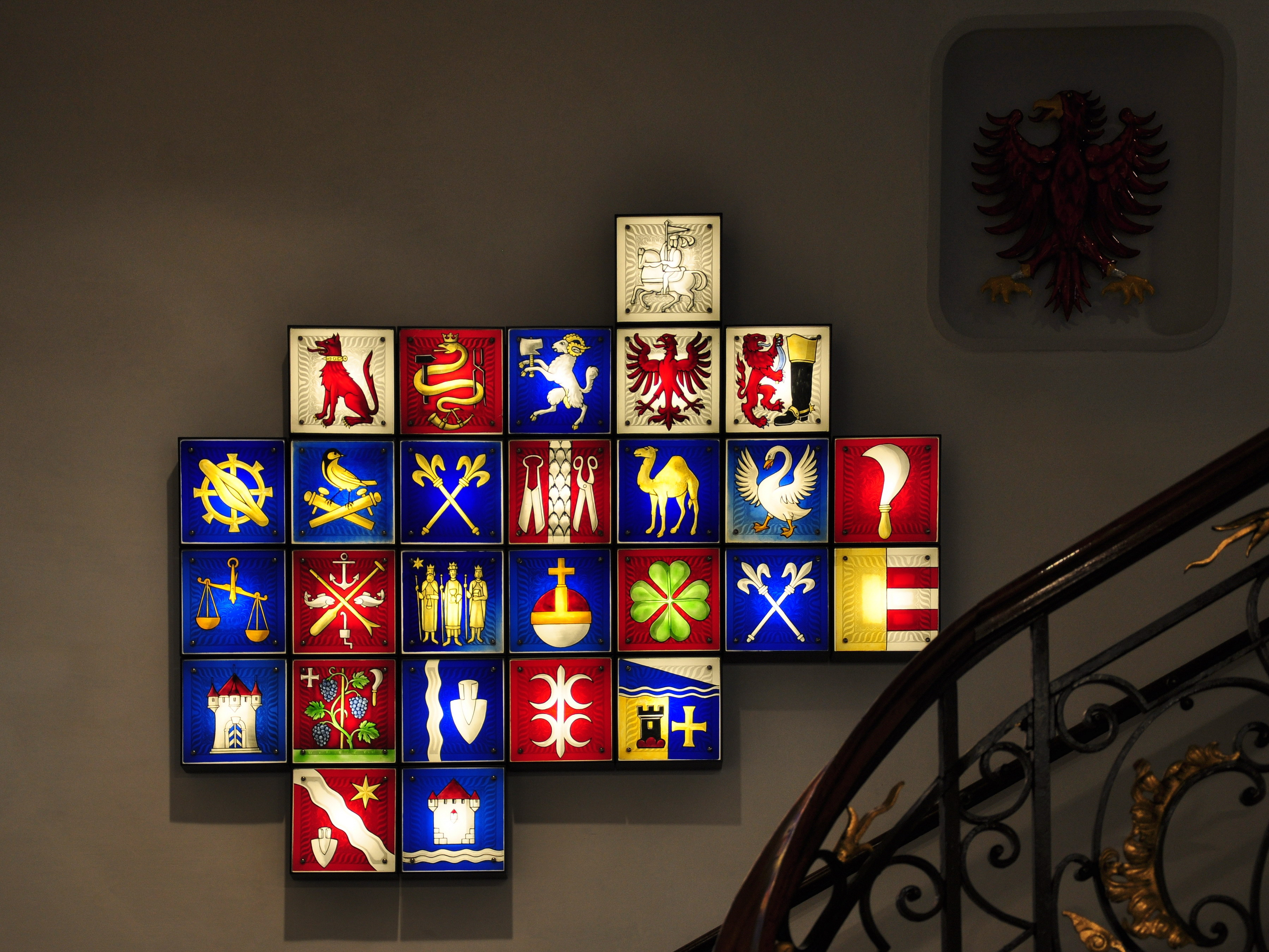
Zunftwappen im Zunfthaus zur Zimmerleuten, Glasmalerei: Antoinette Liebich

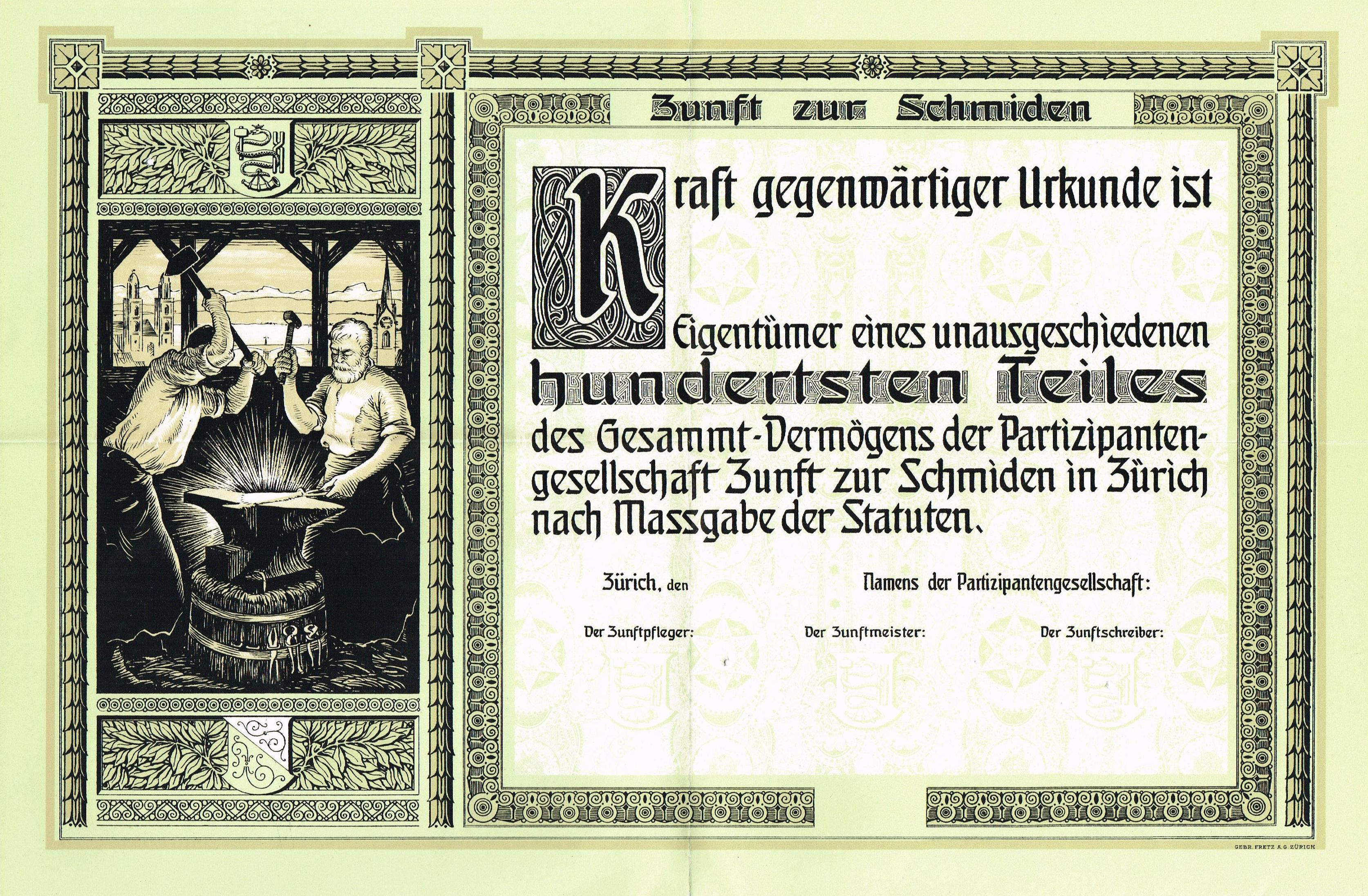
Partizipationsschein der Zunft zur Schmiden vom Anfang des 20. Jahrhunderts

In der Zeit des Biedermeiers suchten junge Zünfter innerhalb ihres Kreises neue Betätigungen. Ab 1818 begannen sie mit einfachen nächtlichen kleinen Umzügen, aus denen sich im Laufe der Jahrzehnte das Sechseläuten entwickelte. Seither bilden die Gesellschaft zur Constaffel und die Zünfte Vereinigungen von Männern mit ähnlichen traditionellen Interessen, «in welchen der alte Kern der Bürgerschaft die Liebe zur Vaterstadt, zur engern und weitern Heimat, einen gut bürgerlichen Sinn und das Verständnis für alte zürcherische Sitten, Gebräuche und Feste wachhält und pflegt».

## Jüngere Zünfte
Die jüngeren oder neuen Zünfte entstanden in der zweiten Hälfte des 19. Jahrhunderts. 1867 entstand im Gasthof zum Schwanen an der Schipfe die Stadtzunft, um «den gleichen Zwecken zu dienen wie die alten Zünfte». Dieser folgten weitere neue Zünfte, meistens im Zusammenhang mit den Eingemeindungen von 1893 und 1934. Die Gründer der Quartierzünfte wollten sich einerseits zur Stadt bekennen, anderseits die Erinnerung an die ehemaligen Gemeinden wachhalten.
Frauenzunft als Dauergast

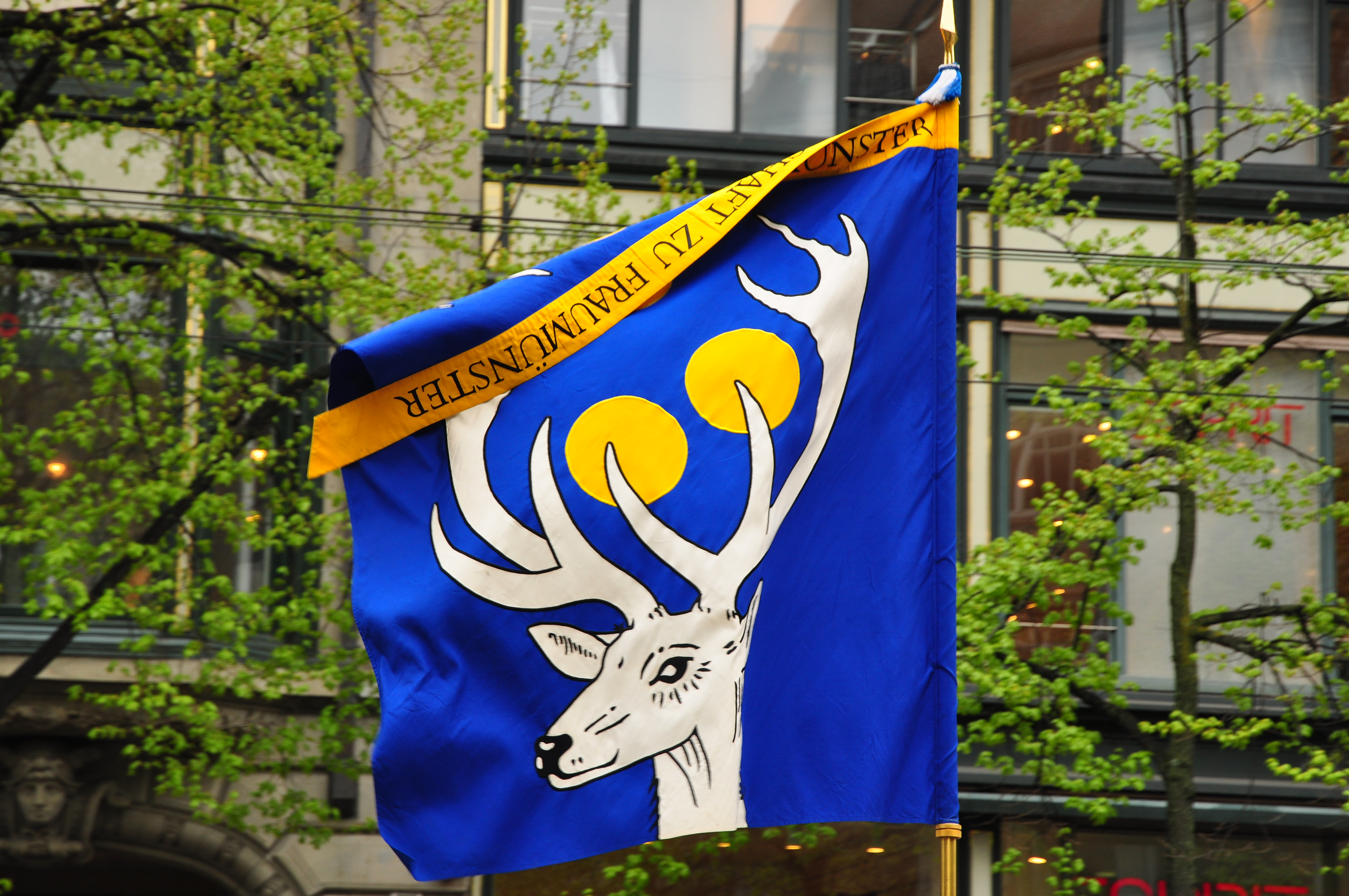
Flagge Gesellschaft zu Fraumünster

Nicht zu den Zürcher Zünften gerechnet wird die Frauenzunft Gesellschaft zu Fraumünster, auch wenn sie 2011 erstmals am Sechseläuten als Gast teilnehmen durfte. 2014 marschierte die Gesellschaft zu Fraumünster erstmals in corpore zu Gast bei der Gesellschaft zur Constaffel mit. Laut einer Vereinbarung, dem sogenannten «Verkommnis» zwischen dem Constaffelherrn, dem Zunftmeister der Zünfte der Stadt Zürich und der Hohen Fraumünster-Frau wurde die Gesellschaft zu Fraumünster bis 2022 als Dauergast zugelassen. Die Abmachung wurde bis 2030 verlängert und soll danach stillschweigend ausgedehnt werden.

## Tätigkeiten

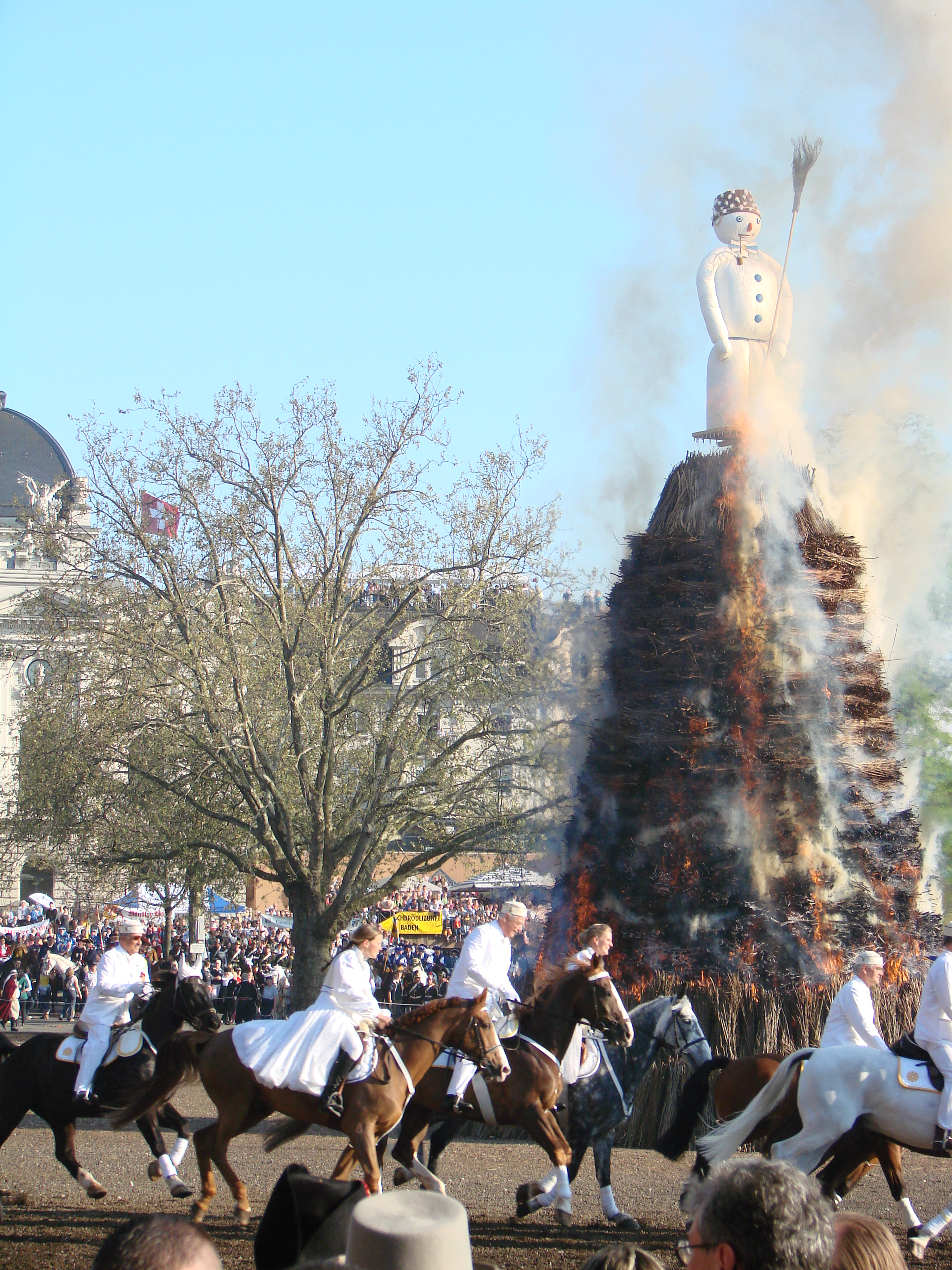
Sechseläuten

Höhepunkt der Tätigkeiten aller Zünfte ist die Organisation und Durchführung des Sechseläutens. Daneben führen die Zünfte Anlässe verschiedenster Art durch, die sich von Zunft zu Zunft unterscheiden können. Neben den Monatsversammlungen, die oft mit einem Vortrag verbunden sind, sind es oft Abende mit musikalischen Vorträgen oder Lesungen. Viele Zünfte führen Anlässe zur Pflege historischer Bräuche oder gesellige Veranstaltungen durch.

## Sechseläuten
Am dritten Montag im April findet das Sechseläuten statt. Fällt dieser Tag an die Karwoche oder auf den Ostermontag, wird der Anlass um eine Woche verschoben.
Rund 3500 Zünfter in ihren historischen Kostümen, Trachten und Uniformen, Ehrengäste, über 350 Reiter, rund 50 von Pferden gezogene Wagen und gegen 30 Musikkorps ziehen im Kontermarsch durch die Bahnhofstrasse und das Limmatquai zum Sechseläutenplatz.

## Zentralkomitee der Zürcher Zünfte

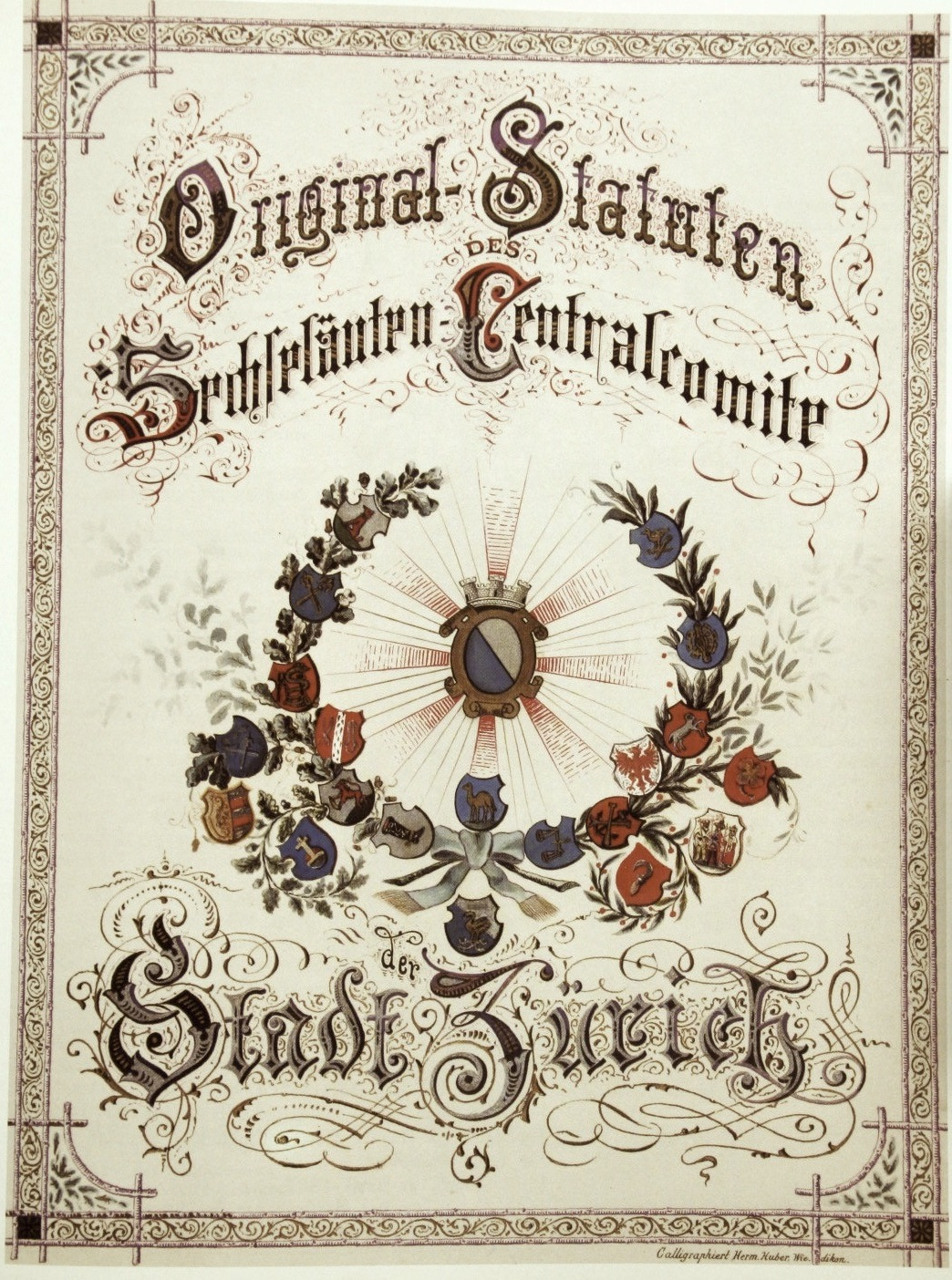
Titelblatt der Statuten des Zentralkomitees der Zünfte Zürichs von 1895

Die Gesellschaft zur Constaffel und die Zürcher Zünfte sind Mitglied im Verband der Zürcher Zünfte (VZZ); dessen oberstes Organ ist die Zunftmeisterversammlung.
Das Zentralkomitee der Zünfte Zürichs (ZZZ) ist das ausführende Organ des Verbandes und ist per Definition für die Organisation des Sechseläutens zuständig. Seine Gründung erfolgte 1871; unter dem Namen «Sechseläuten-Central–Comité» wurde ein Ausschuss für die Organisation und Durchführung des Sechseläutens gegründet. Das Komitee vertritt Anliegen von gemeinsamem Interesse und unterstützt die Durchführung des Umzuges und des Kinderumzuges vom Sonntag auch finanziell. Der heutige Name «Zentralkomitee der Zürcher Zünfte» gilt seit dem 13. Juli 1914. Jede Zunft ist mit einem Vertreter im Komitee vertreten.

## Historische Zünfte
| Name                                             | Wappen | Beschreibung | Gründung                                                                               | Zunft-/Gesellschaftshaus          | Website |
| ------------------------------------------------ | ------ | --- | -------------------------------------------------------------------------------------- | --------------------------------- | ------- |
| Gesellschaft zur Constaffel                      |        | Gesellschaft der Ritter und Edelleute                                                                                                 | 1336                                                                                   | Haus zum Rüden                    | Website |
| Zunft zur Saffran                                |        | Zunft der Händler vor allem Textil-, Eisenwaren-, Lebensmittel- und Gewürzhändler                                                     | 1336                                                                                   | Zunfthaus Zur Saffran             | Website |
| Zunft zur Meisen                                 |        | Zunft der Weinhändler, Gastwirte, Sattler und Maler, seit 2025 werden Frauen als gleichgestellte Zünfterinnen aufgenommen             | 1336                                                                                   | Zunfthaus zur Meisen              | Website |
| Zunft zur Schmiden                               |        | Zunft der Eisen-, Kupfer-, Silber- und Goldschmiede, Kannengiesser, Schlosser, Uhrmacher, Glockengiesser, Spengler, Bader und Scherer | 1336                                                                                   | Zunfthaus Zur Schmiden            | Website |
| Zunft zum Weggen                                 |        | Zunft der Bäcker und Müller | 1336                                                                                   | Restaurant Weisser Wind           | Website |
| Vereinigte Zünfte zur Gerwe und zur Schuhmachern |        | Zunft der Gerber und Schuhmachern | 1336, Vereinigung der beiden Zünfte 1877                                               | Hotel Savoy                       | Website |
| Zunft zum Widder                                 |        | Zunft der Metzger und Viehhändler | 1336                                                                                   | Widder Hotel                      | Website |
| Zunft zur Zimmerleuten                           |        | Zunft der Zimmerleute, Maurer, Wagner, Drechsler, Holzhändler, Steinmetze, Hafner und Rebbauern                                       | 1336                                                                                   | Zunfthaus Zur Zimmerleuten        | Website |
| Zunft zur Schneidern                             |        | Zunft der Tuchausrüster, Kürschner und Schneider                                                                                      | 1336                                                                                   | Zunfthaus Zum Königstuhl          | Website |
| Zunft zur Schiffleuten                           |        | Zunft der Fischer und Schiffleute | 1336                                                                                   | Hotel Storchen                    | Website |
| Zunft zum Kämbel                                 |        | Zunft der Kleinhändler, Grempler, Oeler, Gartner und Salzleute                                                                        | 1336                                                                                   | Zunfthaus zur Haue                | Website |
| Zunft zur Waag                                   |        | Zunft der Wollweber, Hutmacher, Leinenweber und Leinenhändler                                                                         | 1336, Zunft der Wollweber und Zunft der Leinenweber, 1440 vereinigt zur Zunft zur Waag | Zunfthaus und Restaurant Zur Waag | Website |

## Neue Zünfte
| Name                      | Wappen | Beschreibung                                                                                    | Gründung | Zunft-/Gesellschaftshaus                                                 | Website |
| ------------------------- | ------ | ----------------------------------------------------------------------------------------------- | -------- | ------------------------------------------------------------------------ | ------- |
| Stadtzunft                |        | Zunft der Stadt Zürich (Altstadt)                                                               | 1867     | Zunftstube: Hotel Marriott                                               | Website |
| Zunft Riesbach            |        | Zunft des Quartiers Riesbach                                                                    | 1887     | Zunfthaus Zum Grünen Glas                                                | Website |
| Zunft Fluntern            |        | Zunft des Quartiers Fluntern                                                                    | 1895     | Kunsthaus Zürich Vortragssaal                                            | Website |
| Zunft zu den Drei Königen |        | Zunft des Quartiers Enge                                                                        | 1897     | Kongresshaus, Dreikönigsaal                                              | Website |
| Zunft Hottingen           |        | Zunft des Quartiers Hottingen                                                                   | 1897     | Zunfthaus «Am Neumarkt»                                                  | Website |
| Zunft zu Wiedikon         |        | Zunft des Quartiers Wiedikon                                                                    | 1897     | Gasthof zum Falken/Falcone                                               | Website |
| Zunft Wollishofen         |        | Zunft des Quartiers Wollishofen                                                                 | 1900     | Restaurant Belvoirpark                                                   | Website |
| Zunft Hard                |        | Zunft der Quartiere Aussersihl und Hard                                                         | 1922     | Restaurant Werdguet                                                      | Website |
| Zunft Oberstrass          |        | Zunft des Quartiers Oberstrass                                                                  | 1925     | Taverne zur Linde                                                        | Website |
| Zunft St. Niklaus         |        | Zunft der Quartiere Affoltern, Oerlikon und Seebach                                             | 1933     | Restaurant Carlton                                                       | Website |
| Zunft Höngg               |        | Zunft des Quartiers Höngg, seit 2025 werden Frauen als gleichgestellte Zünfterinnen aufgenommen | 1934     | Restaurant Mülihalde/Desperado Am Sechseläuten: Bahnhofbuffet Au Premier | Website |
| Zunft zur Letzi           |        | Zunft der Quartiere Altstetten und Albisrieden                                                  | 1934     | Restaurant Letzistube/Hotel Bourbon                                      | Website |
| Zunft Schwamendingen      |        | Zunft des Quartiers Schwamendingen                                                              | 1975     | Gasthof Hirschen Am Sechseläuten: Hotel Glockenhof                       | Website |
| Zunft Witikon             |        | Zunft des Quartiers Witikon                                                                     | 1980     | Zunftstube: Restaurant Elefant Am Sechseläuten: Hotel Schweizerhof       | Website |

### Zunfthäuser
Jede Zunft hat ein Zunfthaus oder eine Zunftstube, in der während des Jahres Anlässe und Veranstaltungen der jeweiligen Zunft stattfinden. Diese Zunftstuben liegen zum grössten Teil in der Zürcher Altstadt. Einige Zünfte, besonders Quartierzünfte, haben mehr als ein Zunftlokal und beziehen am Sechseläuten auch ein Lokal in der Altstadt, um sich am Abend des Sechseläutens leichter gegenseitig besuchen zu können.

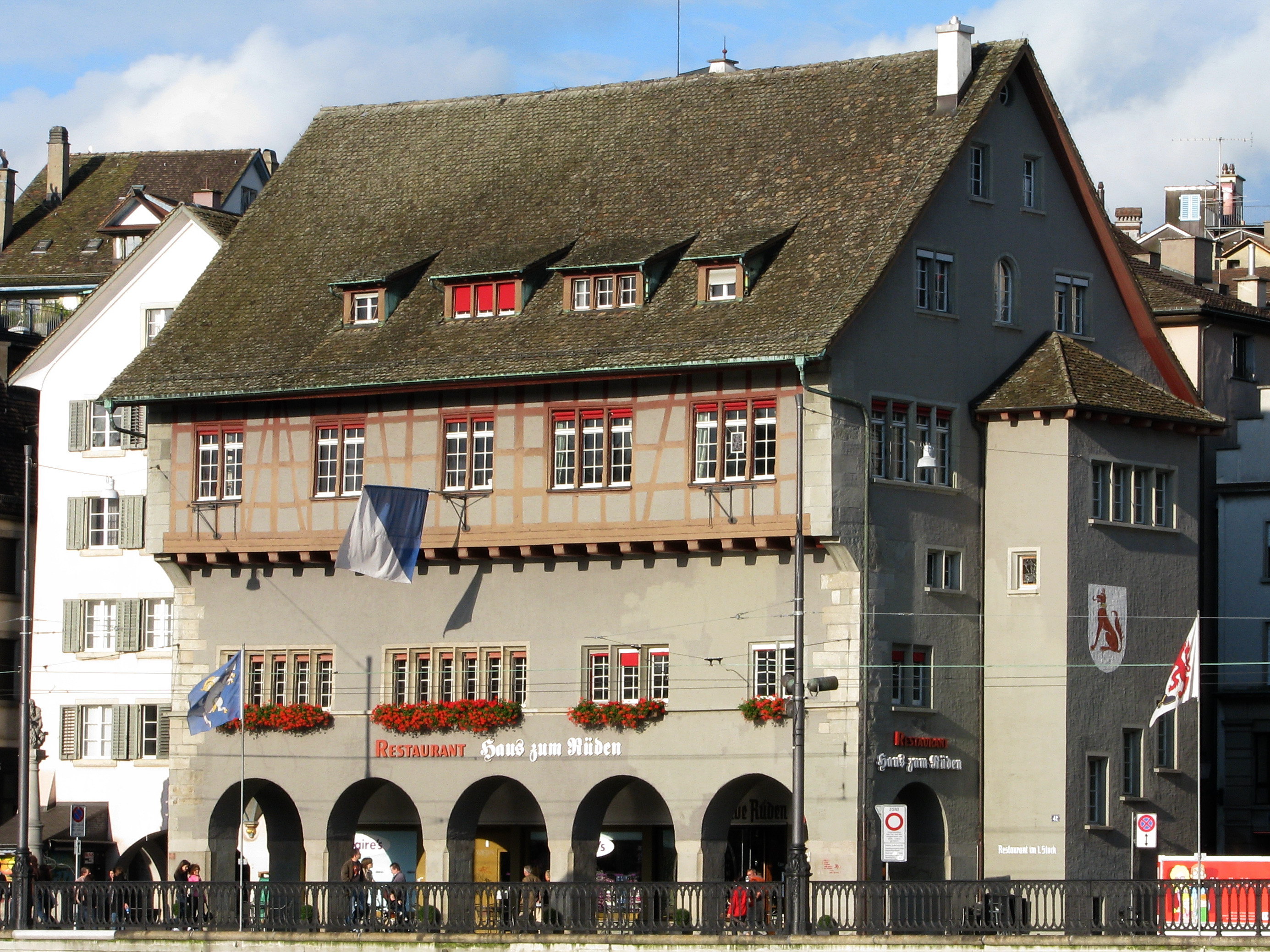
Limmatquai, «Haus zum Rüden» (Constaffel)
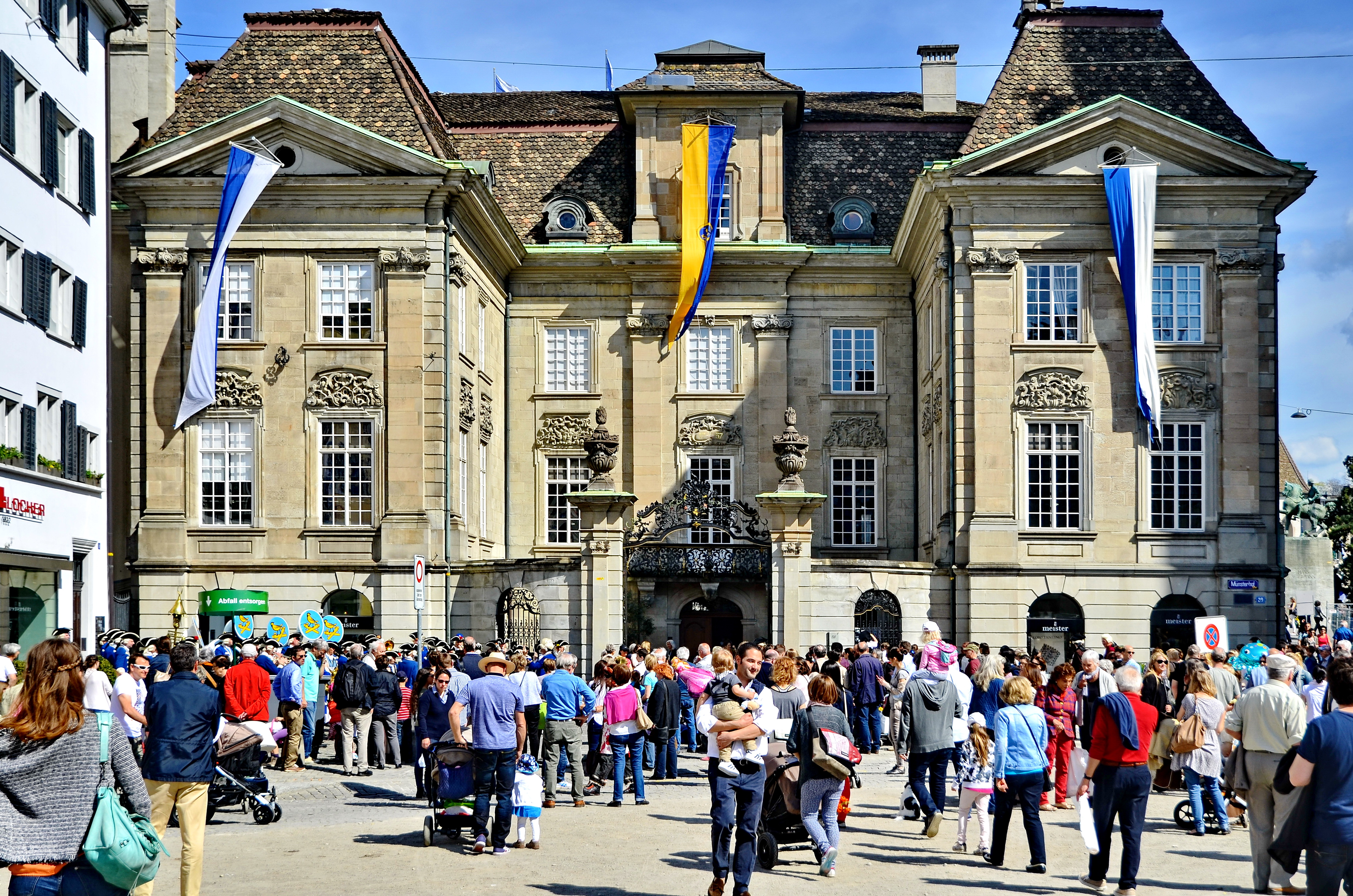
Münsterhof, Zunfthaus «zur Meisen»
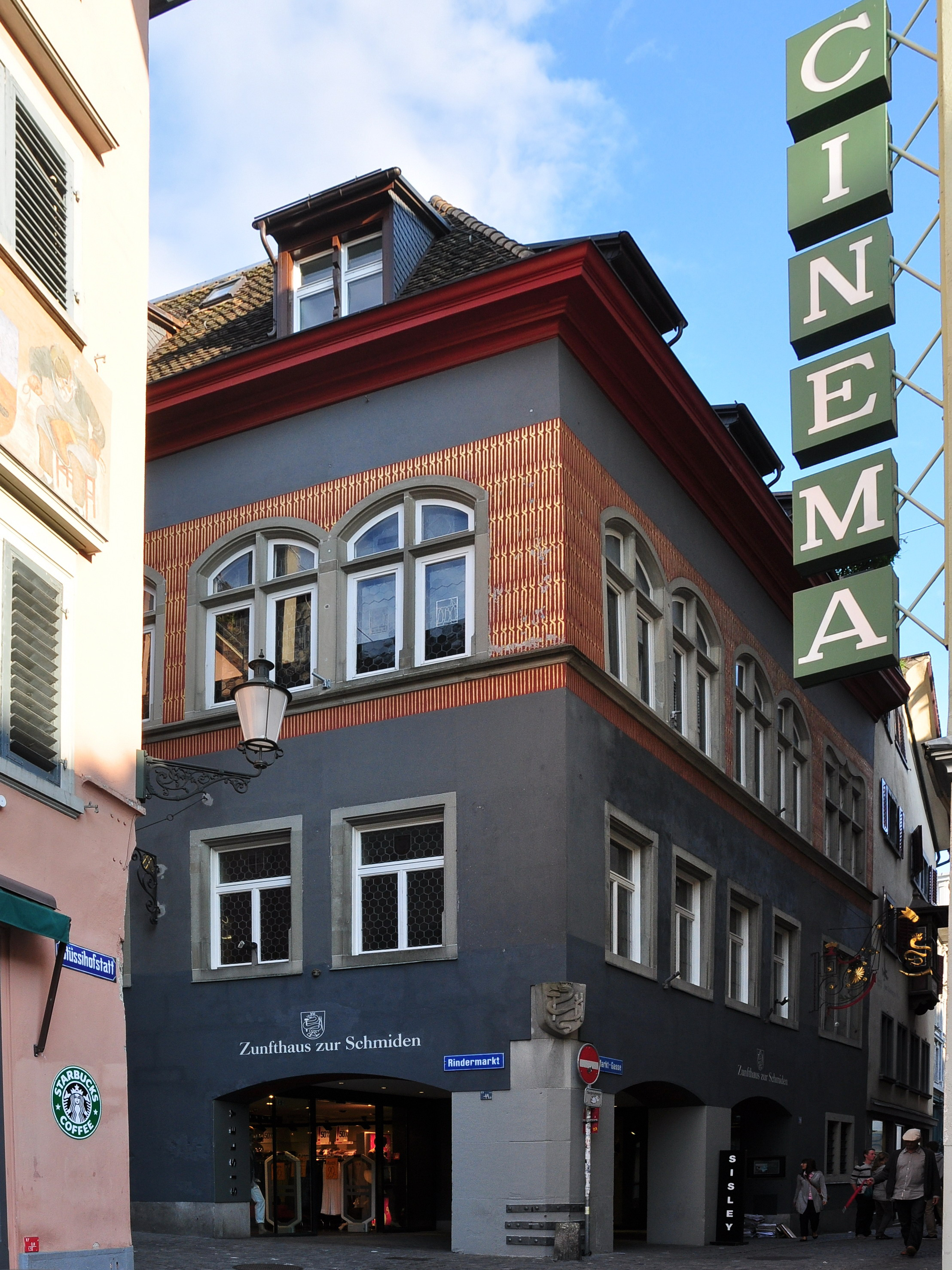
Stüssihofstatt, Zunfthaus «zur Schmiden»
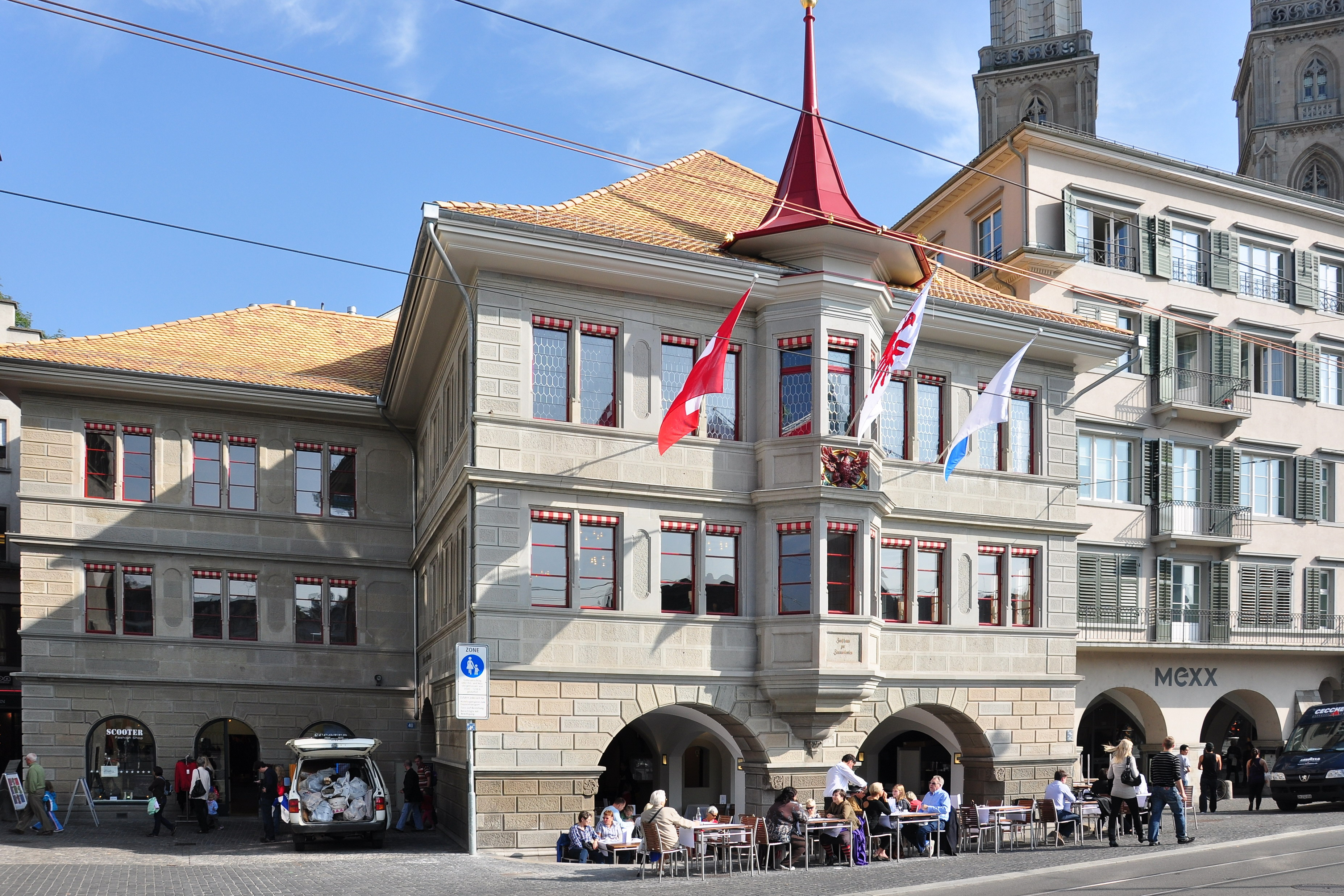
Limmatquai, Zunfthaus «zur Zimmerleuten»
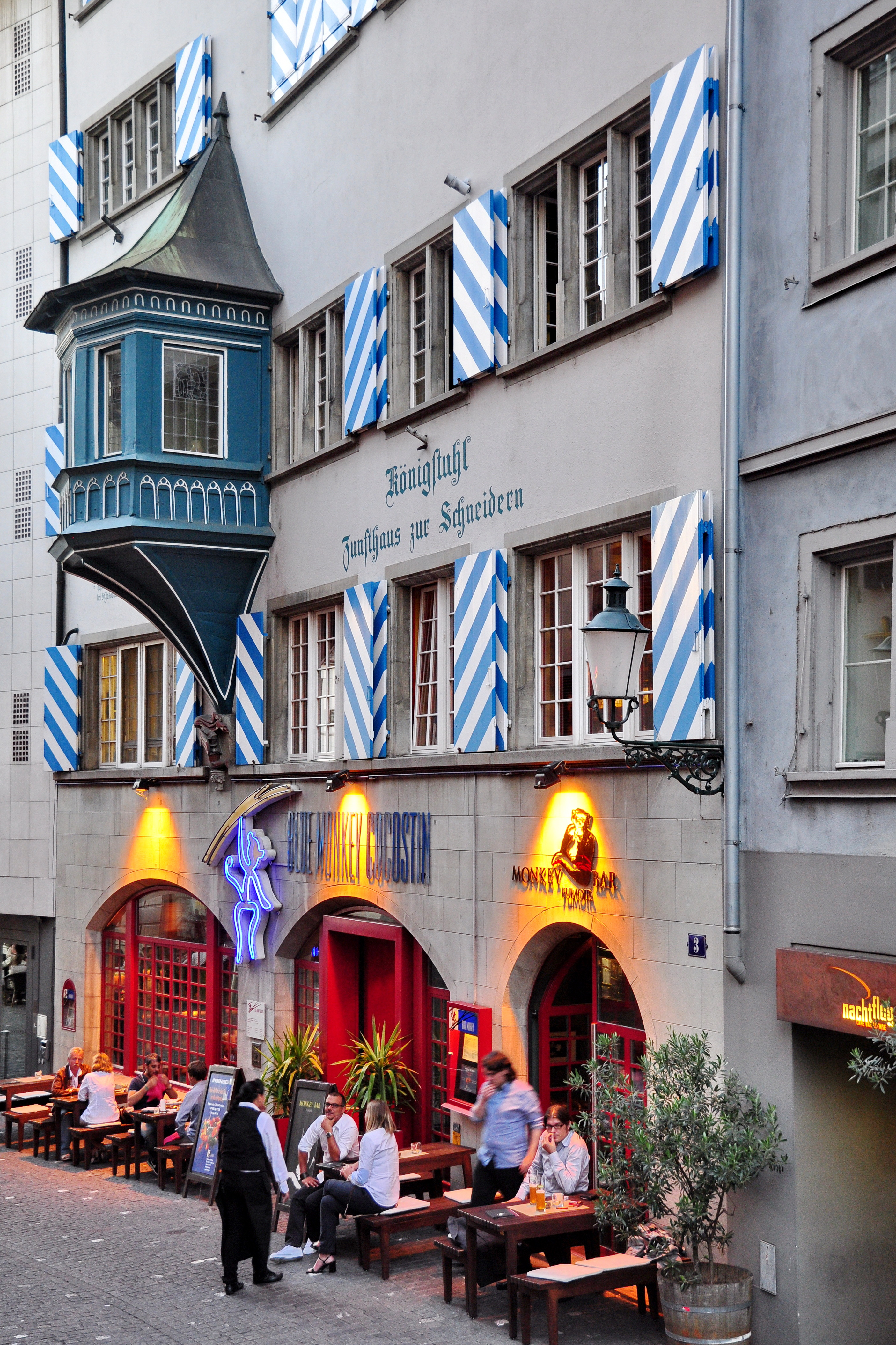
Stüssihofstatt, Zunfthaus «zur Schneidern»
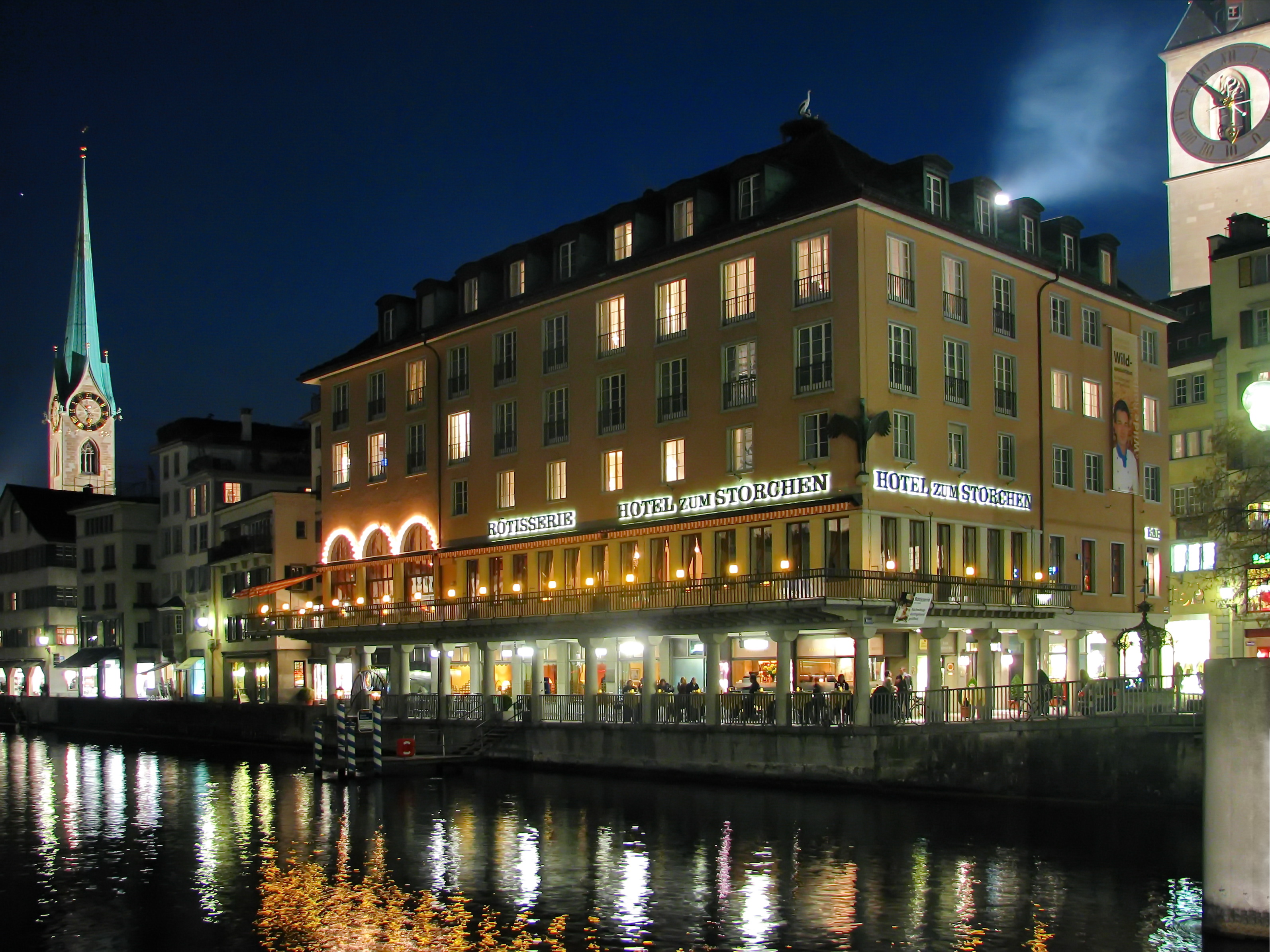
Weinplatz, Hotel «zum Storchen» (Schiffleuten)
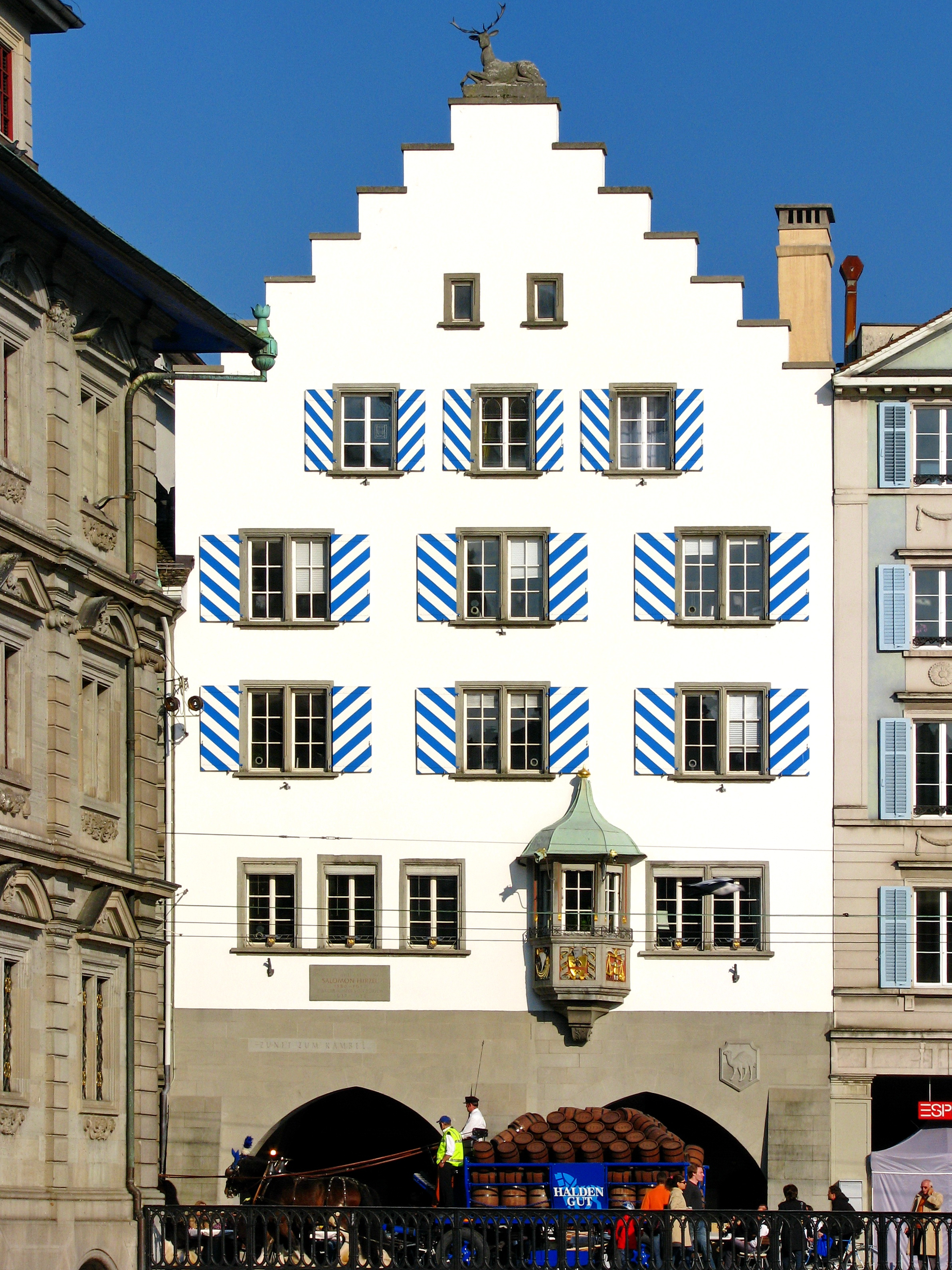
Limmatquai, Zunfthaus «zur Haue» (Kämbel)
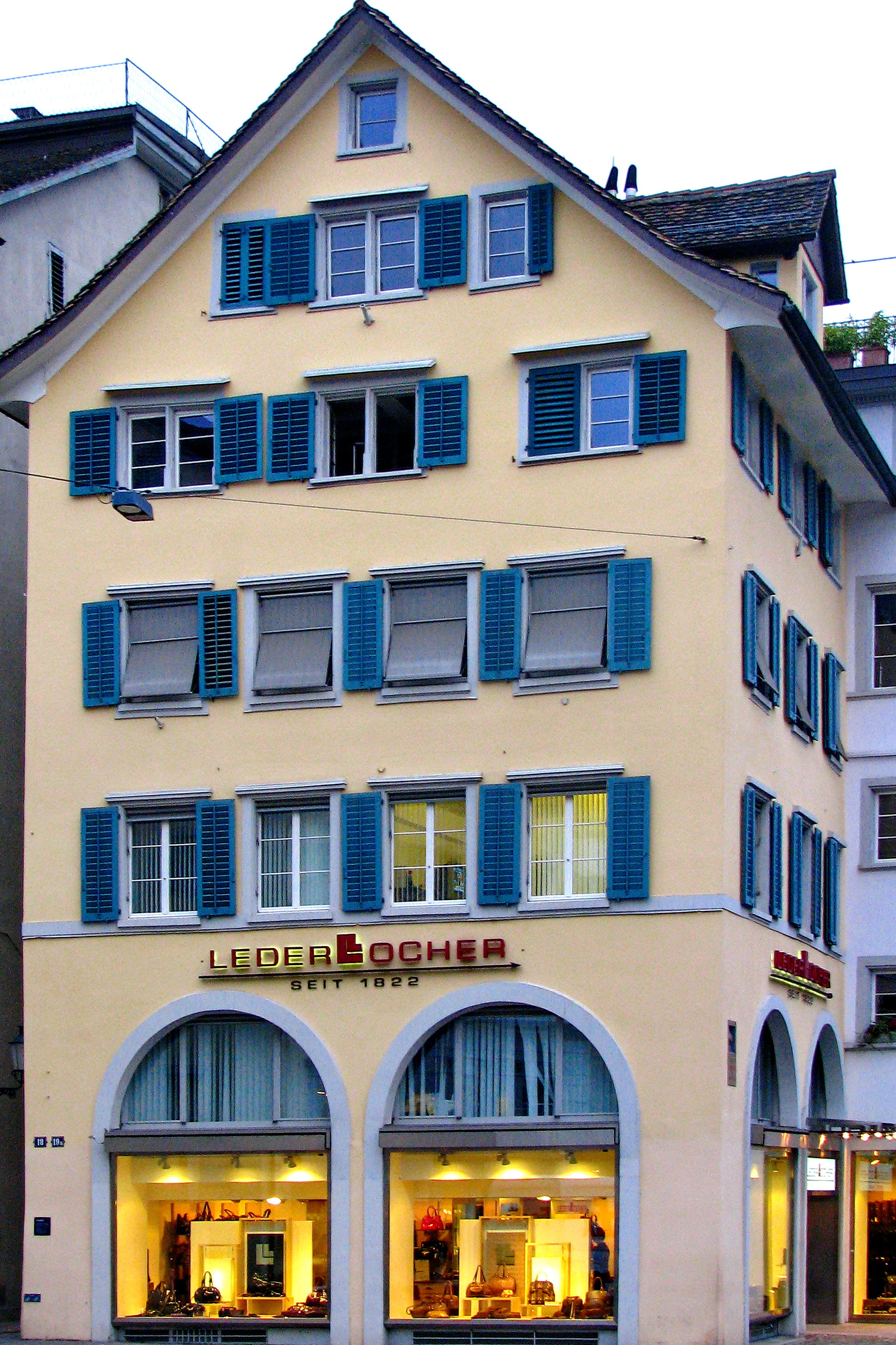
Münsterhof, ehemaliges Zunfthaus «zum Kämbel» (1487–1798)
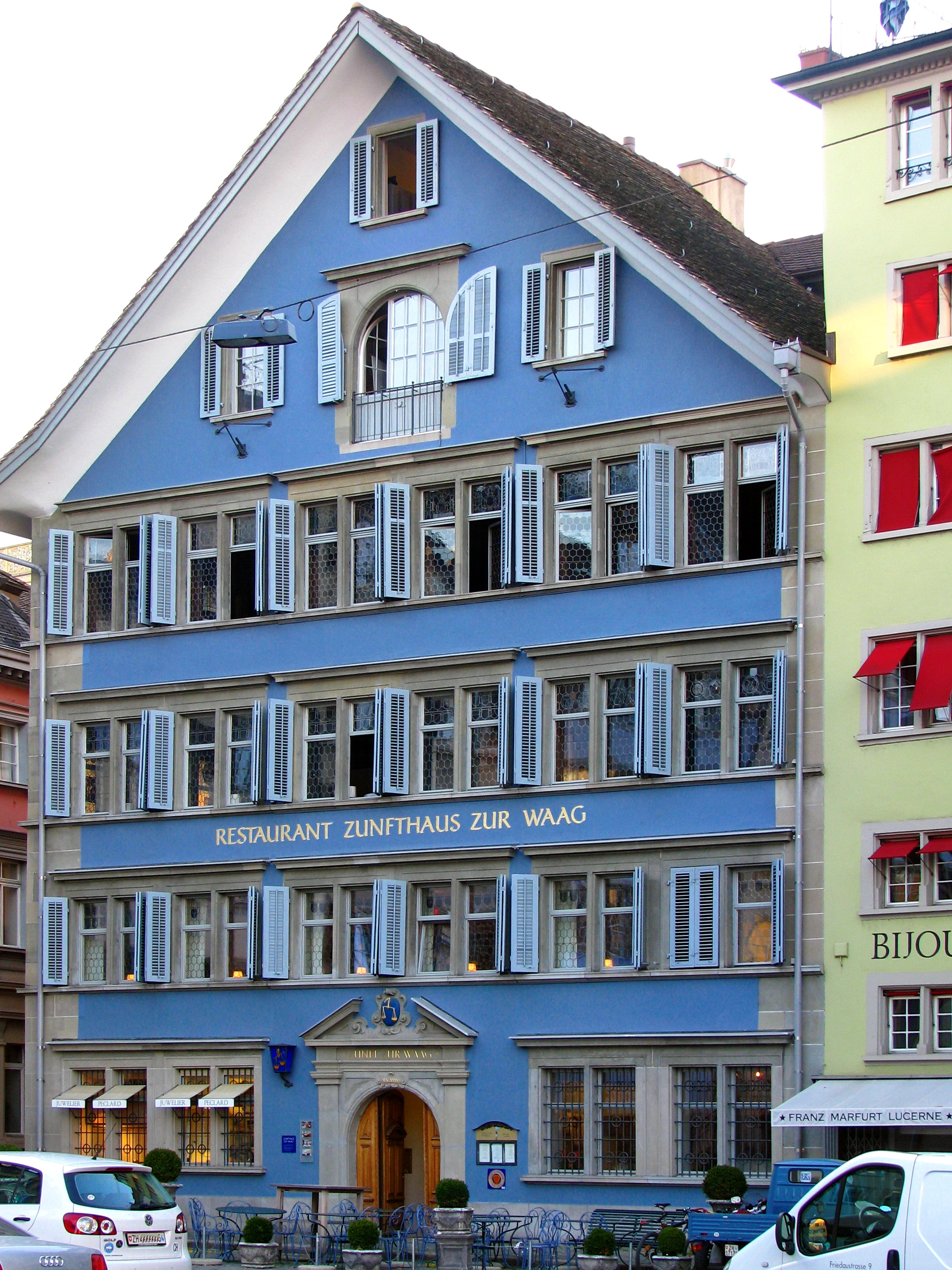
Münsterhof, Zunfthaus «zur Waag»
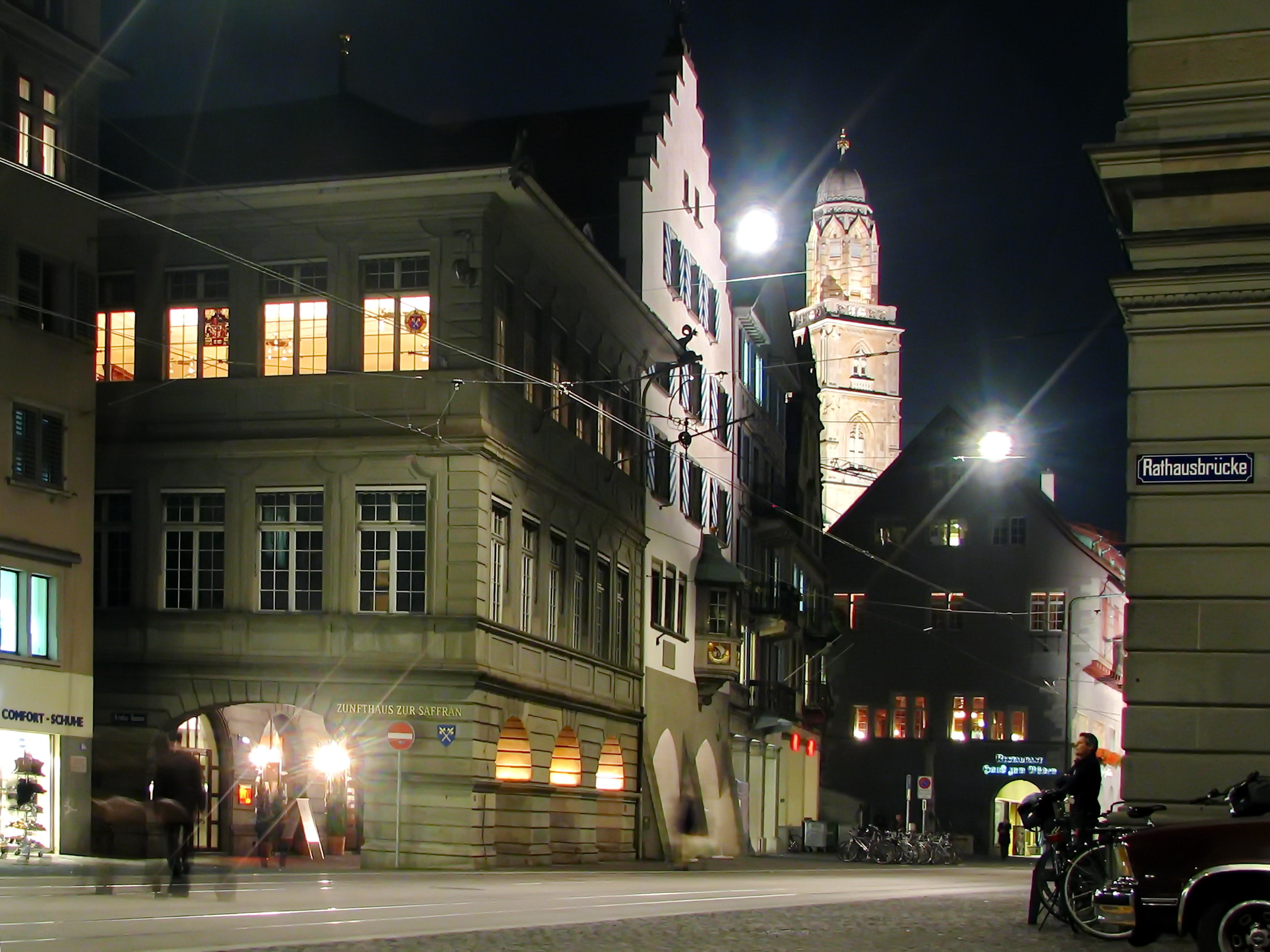
Limmatquai, Zunfthäuser Saffran, Haue und Rüden